# Chinów
Chinów – wieś sołecka w Polsce położona w województwie mazowieckim, w powiecie kozienickim, w gminie Kozienice. W latach 1975–1998 administracyjnie należała do województwa radomskiego. W zakresie administracji kościelnej przynależy do parafii św. Jakuba Apostoła w Świerżach Górnych.
W skład sołectwa wchodzi także osada leśna Cztery Kopce
We wsi znajduje się zabytkowy cmentarz ewangelicki, ponieważ wieś w XVIII wieku była zasiedlona przez osadników niemieckich i holenderskich wyznania protestanckiego. Zamieszkiwali oni w Chinowie oraz wsiach olęderskich, jak Holendry Kozienickie. Opuścili oni te tereny wraz z cofającą się armią niemiecką w 1944 roku .
Według Słownika Geograficznego Królestwa Polskiego (tom I, 1880) Chinów był wsią rządową, w powiecie kozienickim, gminie i parafii Świerże Górne. W 1827 roku wieś liczyła 25 domów i 171 mieszkańców, na niedługo przed wydaniem słownika zaś 50 domów oraz 418 mieszkańców. 
Na północny zachód od wsi położony jest Rezerwat przyrody Guść.